# Sudschūd

Mann während des Sudschūd (Illustration)

Sudschūd (arabisch سجود, DMG suǧūd ‚Niederwerfung‘) oder Sadschda (arabisch سجدة, DMG saǧda) bezeichnet eine Haltung des Muslims während des rituellen Gebets. Hierbei berühren sieben Punkte des Körpers gleichzeitig den Boden:
- der Kopf (Stirn und Nase)
- beide Hände
- beide Knie
- beide Füße bzw. alle Zehen

Nach mehreren Überlieferungen (Hadith) ist der Gläubige in dieser Position seinem Gott Allah am nächsten.
Bei manchen Menschen entsteht ein so genannter Gebetsfleck.

## Sudschūd im Ritualgebet
Während des Sudschūd erfolgt eine Lobpreisung Allahs und Du'a: سُبْحَانَ رَبِّيَ الْأَعْلَى subḥāna rabbīya 'l-aʿlā, welches bedeutet: ‚Lobpreis meinem Herrn dem Allerhöchsten‘. In der Regel wird diese Formel während eines Sudschūd dreimal rezitiert. Weitere Du'a – zahlreiche sind in der Sunna überliefert – ist möglich, das Sudschūd ist zeitlich nicht begrenzt; allerdings ein Rezitieren von Koranversen verboten.

„Ĥadīth von Abu Hurairah, den Muşlim verzeichnet hat, wo darin es heißt: Der Gesandte Gottes – Gott segne ihn und schenke ihm Heil! – hat gesagt: „Der Diener ist seinem Herrn in der Niederwerfung (im Gebet) am nächsten, also verrichtet oft die Bittgebete, während ihr euch niederwerft!““

Die Sadschda gehört zu den Pflichtpositionen des Gebets, das heißt, ohne Sadschda ist das Gebet nicht gültig, außer der Betende ist körperlich nicht dazu in der Lage, beispielsweise alt oder krank. Es folgt im Ablauf des Gebets nach dem Rukūʿ, in jedem Raka' erfolgen zwei Sudschūd, zwischen beiden sitzt man kurz aufrecht. Vor und nach dem Sudschūd wird ein Takbīr gesprochen. Pflichtgebete haben folglich vier (Fadschr), sechs (Maghrib) oder acht (Zuhr, Asr, ʿIschā') Niederwerfungen.
In der 32. Sure des Korans, as-Sadschda, wird die namensgebende Niederwerfung in Vers 15 erwähnt.

## Sudschūd as-Sahw
Dieses Sudschūd muss verrichtet werden, wenn während des Gebets ein Fardbestandteil vergessen oder hinzugefügt wurde oder die Reihenfolge der einzelnen Elemente nicht eingehalten wurde.
Für den Sudschūd as-Sahw werden vor oder nach Beendigung des Gebets durch den Taslim zwei Niederwerfungen vollzogen. Dies korrigiert das fehlerhafte Gebet.

## Sudschūd at-Tilāwa
Außerdem gibt es insgesamt 15 Verse im Koran, nach deren Rezitation oder Hören eine Sadschda vollzogen werden sollte (Sunna) – mit den gleichen Bedingungen wie für das rituelle Gebet: Rituelle Reinheit des Körpers und des Platzes, Richtung Mekka. Allerdings kann dieses auch beim nächsten Gebet ausgeführt werden.

### Die Sadschda-Verse
In den meisten Ausgaben des Koran sind diese durch ۩ mit einer Überstreichung des Wortes bzw. der Wörter gekennzeichnet, die die Niederwerfung verlangen. Muslime sollten sich einmal niederwerfen, um der Sunna Mohammeds zu folgen.
Angegeben ist jeweils der Name der Sure und der betreffende Vers. Die Reihenfolge entspricht der Reihenfolge des Koran.
- al-A'raf, Vers 206
- ar-Ra'd, Vers 15
- an-Nahl, Vers 49
- al-Isra, Vers 107
- Maryam, Vers 58
- al-Haddsch, Vers 18
- al-Haddsch, Vers 77
- al-Furqān, Vers 60
- an-Naml, Vers  25
- as-Sadschda, Vers 15
- Sad, Vers 24
- Fussilat, Vers 38
- an-Nadschm, Vers 62
- al-Inschiqāq, Vers 21
- al-ʿAlaq, Vers 19